# Hartvig Jakobsson (Garp)
Hartvig Jakobsson (Garp), död 1486, var en svensk häradshövding, lagman och riksråd.

## Biografi
Hartvig Jakobsson nämns första gången 1447 och var senast två år senare häradshövding i Vemo härad. Som sådan nämns han ännu 1454, men han har av allt att döma fortsatt som häradshövding också efter det att han hade utsetts till lagman. Som lagman i Norrfinne lagsaga nämns han första gången 1458 och var sådan förmodligen till sin död 1486. Den långa ämbetsperioden är den längsta för någon lagman under medeltiden i Finland och över fyra hundra av hans domar är kända. Han satt i konungsräfst 1463, i Egentliga Finlands landskapsting 1464 och i landsrätten 1466 och 1476. I november 1464 omtalas han i ett brev till konung Karl Knutssons som dennes råd. År 1470 deltog han i ett par riksrådsdomar, veterligen enda gången han deltog i ett rådsmöte. Vid samma tillfälle valdes Sten Sture till riksföreståndare, varför Hartvigs närvaro kan betraktas som den formella närvaron av en representant för Finland. Han gjorde upp sitt testamente i Virmo i slutet av år 1486 och dog kort därefter. Han önskade bli begraven intill sin bror Arvid i Alla helgons kor i Åbo domkyrka.

## Familj
Hartvig var son till väpnaren Jakob Jönsson (Garp) till Autis i Lemo och Ragnhild Eriksdotter, som härstammade från Uppland.
Hartvig blev senast 1451 gift med Ingeborg Magnusdotter, dotter till väpnaren Magnus Fleming till Villnäs i Askais. Hon levde 1490, möjligen ännu 1494.
Hartvigs sätesgård var Letala Storgård, som han hade ärvt av sin far. Gården började under hans långa tid på gården kallas Hartikkala.

## Övrigt
Sigill: 1) balkvis tre trappgavlar; 2) i sköldens nedre fält fem trappgavlar; 3) balkvis fem trappgavlar; 4) samma som föregående men nya dekorationer.
I Ivar Flemings jordebok nämns att Hartvig lade grunden till Letala stenkyrka och skänkte testamentariskt ett gods till kyrkan.
I Kalands kyrkas kor avbildas Hartvig tillbedjande den heliga Margareta och hans hustru Ingeborg den heliga Helena. Man har antagit att det i finska kyrkor sällsynta motivet betyder att  paret har skänkt kyrkan målningsarbetet.